# 马泰奥·比夏尼
马泰奥·比夏尼（義大利語：Matteo Bisiani，1978年8月2日—），意大利射箭运动员。他曾代表意大利参加1996年和2000年夏季奥林匹克运动会射箭比赛，共收获一枚银牌和一枚铜牌。